# Água Doce
Água Doce is een gemeente in de Braziliaanse deelstaat Santa Catarina. De gemeente telt 6.959 inwoners (schatting 2009).

## Aangrenzende gemeenten
De gemeente grenst aan Caçador, Catanduvas, Ibicaré, Luzerna, Macieira, Passos Maia, Ponte Serrada, Salto Veloso, Joaçaba, Treze Tílias, Vargem Bonita, General Carneiro (PR) en Palmas (PR).